# ウィリアム・グリンネル
ウィリアム・モートン・グリンネル（William Morton Grinnell, 1857年2月28日 - 1906年2月9日）は、アメリカ合衆国の政治家。

## 生涯
1857年2月28日、グリンネルはニューヨーク州ニューヨークにおいて、ウィリアム・ファウラー・グリンネル (William Fowler Grinnell) とメアリー・モートン (Mary Morton) の長男として誕生した。
1892年2月11日、グリンネルはベンジャミン・ハリソン大統領からアメリカ合衆国第三国務次官補に任命された。グリンネルは1892年2月15日に第三国務次官補に着任した。グリンネルは1893年4月16日まで同職を務めた。
グリンネルは1906年2月9日に死去した。グリンネルの遺体はマサチューセッツ州フランクリンのグリーンリヴァー墓地に埋葬された。